# Stygophrynus dammermani
Stygophrynus dammermani är en spindeldjursart som beskrevs av Roewer 1928. Stygophrynus dammermani ingår i släktet Stygophrynus och familjen Charontidae. Inga underarter finns listade i Catalogue of Life.